# Hana Garde Bajtošová
Hana Garde Bajtošová (* 5. března 1984, Bratislava, Československo) je slovenská reprezentantka v MTBO. Je dvojnásobnou mistryní světa ve sprintu a několikanásobnou mistryní Slovenska. Nyní žije ve Francii se svým přítelem Yoannem Gardem.